# Parafia św. Marcina w Lelowie
Parafia Świętego Marcina – parafia rzymskokatolicka w Lelowie. Należy do dekanatu lelowskiego diecezji kieleckiej. Założona w XIII wieku. Mieści się przy ulicy Klasztornej. Duszpasterstwo w niej prowadzą księża diecezjalni.